# Montes Urais
Os montes Urais são uma cordilheira de montanhas na Rússia que normalmente definem a fronteira entre a Europa e a Ásia. Sua extensão vai das estepes cazaques, ao longo da fronteira norte do Cazaquistão, até à costa do oceano Ártico. A ilha de Nova Zembla forma uma continuação da cordilheira. Geograficamente, esta cadeia de montanhas marca a fronteira (arbitrária) entre os continentes europeu e asiático, sendo assim entre os países ocidentais e orientais. Seu ponto culminante é o monte Naroda (Poznurr, 1 895 m). A erosão expôs uma riqueza considerável em minerais nos Urais, especialmente topázio, berílio, ferro e manganês. As florestas Komi, nos Urais do norte, são protegidas como Patrimônio Mundial.
Os Urais estão entre as cordilheiras mais antigas do mundo, tendo-se formado no final do período Carbonífero, quando um continente composto principalmente pela Sibéria colidiu com o supercontinente que continha a maior parte da terra na época : a combinação da Laurásia (Europa e América do Norte) e Gondwana. Europa e Sibéria permaneceram juntas desde então. Os geógrafos dividiram os Urais em cinco regiões: Sul, Central, Norte, Subártico e Urais Árticos.

## Rios
- Ao oeste dos Urais nasce o rio Ufa, que corre para oeste.
- Ao sul dos Urais nasce o rio Belaja, que corre para oeste.
- Ao sul dos Urais nasce o rio Sakmara, que corre para sul.
- Ao sul dos Urais nasce o rio Samara, que corre para oeste.
- Ao sul dos Urais nasce o rio Ural, que corre para sul.

Outros importantes rios da região são o rio Emba, rio Pecora, rio Usa, rio Tavda, rio Tobol e rio Tura.

## Cidades
Cidades importantes dos Urais:
- Ecaterimburgo
- Novosibirsk
- Magnitogorsk
- Miass
- Orsk
- Perm
- Salavat
- Serov
- Solikamsk
- Ufa
- Vorkuta
- Zlatoust